# Provincia Copiapó
Copiapó (Provincia de Copiapó) este o provincie din regiunea Atacama, Chile, cu o populație de 183.973 locuitori (2012) și o suprafață de 32538,5 km2.